# Кануевка
Кануевка — село в Безенчукском районе Самарской области России. Входит в состав сельского поселения Екатериновка.

## География
Село находится в юго-западной части Самарской области, в лесостепной зоне, на берегу протоки Екатериновская Воложка реки Волги, на расстоянии примерно 19 километров (по прямой) к северо-западу от посёлка городского типа Безенчук, административного центра района. Абсолютная высота — 34 метра над уровнем моря.
Климат
Климат характеризуется как умеренно континентальный засушливый, с жарким сухим летом и холодной малоснежной зимой. Среднегодовое количество осадков составляет 363 мм. Средняя температура января составляет −13,4 °С, июля — +21,4 °С.
Часовой пояс
Село Кануевка, как и вся Самарская область, находится в часовой зоне МСК+1. Смещение применяемого времени относительно UTC составляет +4:00.

## История
В «Списке населенных мест Российской империи» 1868 года издания (по сведениям 1859 года) населённый пункт упомянут как удельное село Самарского уезда (1-го стана) при реке Воложке. В селе насчитывалось 248 дворов и проживало 2210 человек (1025 мужчин и 1185 женщин). Имелась православная церковь.

## Население
| 2010 | 2012 | 2013 | 2014 | 2015 | 2016 |
| ---- | ---- | ---- | ---- | ---- | ---- |
| 403  | ↘386 | ↗395 | ↗412 | ↗415 | ↘407 |

Половой состав
По данным Всероссийской переписи населения 2010 года в гендерной структуре населения мужчины составляли 47,6 %, женщины — соответственно 52,4 %.
Национальный состав
Согласно результатам переписи 2002 года, в национальной структуре населения русские составляли 93 % из 462 чел.

## Улицы
Уличная сеть села состоит из девяти улиц и одного переулка.

## Достопримечательности
Церковь во имя иконы Казанской Божией Матери
Строительство церкви и церковно-приходской школы началось в 1825 году по инициативе и на средства графини А.А. Орловой-Чесменской и было завершено в 1829 году. В 1936 году церковь была закрыта, вновь открылась для прихожан в 1990-е. В 2006–2009 годах была проведена реконструкция храма по проекту архитекторов Т.В. Жибуртовича и Н.Ю. Медведева.